# Comuna Marginea, Suceava
Marginea este o comună în județul Suceava, Bucovina, România, formată numai din satul de reședință cu același nume. Singurul sat al comunei (Marginea) este și un important centru turistic, situat la intersecția principalelor trasee turistice din această zonă.

## Geografie

### Amplasare geografică
Comuna Marginea este situată în partea nordică (47°48' N și 25°40' E) a României, la contactul dintre două regiuni diferite: Podișul Sucevei și Carpații Orientali. Ea face parte din județul Suceava, fiind situată în partea central-nordică a județului, în bazinul râului Sucevița.
Unitatea administrativ-teritorială (U.A.T.) se învecinează la sud cu comuna Arbore și orașul Solca, la nord cu comuna Horodnic de Sus, la est cu comuna Volovăț și municipiul Rădăuți și la vest cu comuna Sucevița. Comuna Marginea este compusă doar din satul Marginea. Suprafața totală a comunei este de 7591 ha, distribuită pe categorii de folosință, din care 4534 ha o ocupă pădurea așezată în partea de vest a comunei.

### Relief
Fiind amplasată la confluența râurilor Sucevița și Suceava, comuna Marginea se constituie pe luncile și terasele acestora. În lungul pârâului Sucevița se întâlnesc două niveluri de teren cu altitudine cuprinsă între 275 și 350 de metri. Morfologic, teritoriul administrativ al comunei Marginea este situat pe două unități majore de relief și anume Carpații Orientali și Podișul Moldovei. Carpații Orientali sunt reprezentati prin Obcinele Bucovinei, mai precis prin Obcina Mare cu înălțimi mai mari de 850–900 m, în partea de sud-vest a teritoriului (Obcina Târsicilor). Înălțimea maximă este de 1030 m în zona Piatra Muierilor.
Morfologia acestei zone se caracterizează prin culmi alungite pe directia NV–SE (dealul Homorodului, dealul Vulturului), paralele cu direcția elementelor structurale din zonă. Obcina Mare corespunde Flișului Paleogen marginal al Unității de Tarcău. Podișul Moldovei este reprezentat în zonă prin Dealurile Piemontane Marginea și Depresiunea Rădăuți.
Dealurile Piemontane Marginea au un relief colinar cu înălțimi de peste 600 m și ocupă partea centrală a teritoriului comunei. Culmile dealurilor au aspect de platou înalt. Versanții sunt fragmentați de văi cu direcția de la sud către nord. Dealurile sunt împădurite: Pădurea Jidogina, Pădurea Marginii și Pădurea Runcului. Datorită gradului de împădurire, versanții sunt în cea mai mare parte stabili. Fenomene de instabilitate s-au produs în trecut pe versantul de pe partea stângă al râului Sucevița, care are un relief specific în trepte.
Depresiunea Rădăuți ocupă partea de est-nord-est a teritoriului administrativ al comunei Marginea. Prezintă un relief aproximativ plan cu o panta medie mai mică de 5
grade către est. Relieful comunei este fragmentat de cursul râului Sucevița, care are o albie majoră cu lățime variabilă cuprinsă între 250 m la ieșirea din zona muntoasă până la 500 m în zona centrală a comunei.
Din punct de vedere hidrografic, comuna Marginea se situează în bazinul hidrografic al râului Siret prin afluentul său de stânga, Suceava. Râul Suceava colectează de pe teritoriul comunei Marginea apele râului Sucevița. Râul Sucevița are un curs în general pe direcția E-S-E, ușor meandrat în zona în care traversează
Dealurile Piemontane.

### Rețeaua hidrografică
Apele de pe cuprinsul comunei Marginea pot fi grupate în doua categorii:
- ape de suprafață;
- ape subterane.

Apele de suprafață includ râurile și pârâurile cu regim de curgere permanentă  și cele cu regim de curgere temporară. Principalul component al rețelei hidrografice de
suprafață îl reprezintă pârâul Sucevița, care face parte din bazinul hidrografic al râului Suceava. Pârâurile cu debit mai mic, dar tot cu caracter permanent sunt: Șoarecul, Hasca, Havriș, Floaca, Volovăț și Ursoaia. Pe teritoriul comunei se mai gasesc si „slatine” (izvoare sărate, de unde locuitorii se aprovizionează cu apă sărată), acestea fiind situate la sudul Dealului Pleșa.
Râul Sucevița are o albie majoră largă în cadrul Depresiunii Rădăuți, cu maluri joase și albii părăsite cu apă doar în timpul viiturilor (perioade cu precipitații abundente). La intrarea pe teritoriul comunei, Sucevița primește ca afluent mai important pe partea dreapta pârâul Șoarecul, iar pe partea stânga pârâul Voievodeasa. Valea râului Șoarecul traversează partea de vest și sud-vest a teritoriului comunei și prezinta o rețea deasă de afluenți, mai ales pe partea stângă, în timp ce pe partea dreaptă primește ca afluent mai important - pârâul Hasca. 
Din zona Depresiunii Rădăuți, râul Sucevita primește ca afluenți pe partea dreapta pâraiele Hârbovăț, Volovăț și Iaslovăț. Pârâul Iaslovăț formează limita administrativă cu teritoriul comunei Arbore.

### Vegetația și fauna
Vegetația este reprezentată prin zona păduroasă în partea de sud și sud–vest a comunei, caracterizată prin păduri de conifere și foioase. Pădurile și alte terenuri cu vegetație forestieră ale comunei Marginea reprezintă 58,49% din suprafața totală. Pădurea, cu resursele ei, a reprezentat o preocupare principală în viața locuitorilor din comună, ca urmare a faptului că locuințele erau construite aproape exclusiv din lemn. Rășinoasele (molidul și bradul) au o pondere de peste 60% din suprafața împădurită, iar restul este ocupat de fag, plop, salcie, arin, paltin, arțar, carpen si altele. Bradul s-a extins în făgete, favorizate de climatul rece și umed. Prezența molidului la altitudini mai mici se datorează unor împăduriri efectuate pe aceste terenuri. Circa 89% din terenurile împădurite au o productivitate inferioară, iar 1% sunt neproductive. Din pădurile Ocolului Sivic Marginea s-au recoltat prin centrele de colectare importante cantități de fructe de pădure.
Fauna bogată include numeroase specii cu valoare cinegetică ridicată: ursul și cerbul carpatin, căprioara, râsul, lupul, vulpea, jderul, hermina, dihorul, corbul, vulturul și bufnița. Pârâurile de munte adăpostesc specii rare de pesti, cum ar fi: păstrăvul curcubeu și mreana.

## Clima
Caracteristica climatului este conferită de poziția pe care o are teritoriul U.A.T. în cadrul județului și de condițiile locale geografice. Clima comunei Marginea prezintă diferențieri între estul ei, care este parte din Depresiunea Rădăuțiului, cu veri mai calde și ierni mai puțin reci, și partea vestică, aflată în zona montană, unde verile sunt mai răcoroase, iar iernile geroase. Se poate spune astfel că aici se pot întâlni, în aceeași perioada, două anotimpuri.
Clima este temperat–continentală cu influențe climatice scandinavo-baltice și circulația maselor de aer polare în perioada de iarnă.
Temperaturile medii anuale sunt repartizate pe unitățile de relief astfel:
- climatul montan:
  - sub 0 °C în munții înalți;
  - 6 °C pe versantul estic al Obcinei Mari;
- climatul extramontan: 7 °C - 8 °C.

Temperatura maximă înregistrată a fost de 32 °C în luna iulie, iar temperatura minimă de –25 °C în luna decembrie. Luna cea mai caldă este iulie, ale cărei temperaturi medii au valori de 18–19°C în regiunea de podiș și 12–16 °C în regiunea montană. Temperaturile cele mai scăzute din zona montană se înregistrează în depresiuni și văi, datorită fenomenului de inversiune climatică. Cantitățile de precipitații sunt de 650–750 mm. Recordul de 1.237 mm a fost înregistrat în 1955.
Durata iernii este cu 1-2 luni mai mare la munte decât în regiunea podișului. Trecerea de la iarnă la primăvară se face brusc în zona de podiș, față de zona muntoasă, unde zăpada și înghețul se întâlnesc până la sfârșitul lunii mai și chiar începutul lunii iunie. Conform codului de proiectare CR 1-1-3 (evaluarea acțiunii zăpezii asupra construcțiilor), valoarea caracteristică a încărcării din zăpada pe sol este de 2,5 kN/m2, având intervalul mediu de recurență de 50 ani. Adâncimea maximă de îngheț are valori cuprinse între 0.90–1.00 m.
Vitezele medii ale vânturilor din directia nord-vest sunt în decursul anului de 2,6 m/s. În zona de munte, vitezele medii ale vântului în rafală se pot cifra la valori de 20–25 m/s, cele maxime depasind 40 m/s. Conform codului de proiectare NP 082–04 (bazele proiectării și acțiunii asupra construcțiilor), cu privire la acțiunea vântului, viteza vântului mediată pe 1 minut la înălțimea de 10 m, are valoarea caracteristică de 35 m/s, cu intervalul de recurență de 50 ani și 2% probabilitatea de depășire anuală și presiunea de referință a vântului, mediată pe 10 minute la 10 m înălțime este de 0,5 kPa.

## Populația
Populația localității Marginea era, la nivelul lunii iulie 2012, de 10.529 de locuitori, din care circa 50,52% bărbați și 49,48% femei.
| Populația pe sexe și vârstă în comuna Marginea |                 |                |                 |                |                 |        |            |      |        |      |        |      |        |  |
| Grupe de vârstă                                | Ambele sexe     | Bărbați        | Femei           |                |                 |        |            |      |        |      |        |      |        |  |
| Număr persoane                                 | % față de total | Număr persoane | % față de total | Număr persoane | % față de total |        | Sub 15 ani | 3005 | 28.52% | 1547 | 14.70% | 1456 | 13.83% |  |
| 15 - 59 ani                                    | 6185            | 58.75%         | 3178            | 30.19%         | 3008            | 28.57% |            |      |        |      |        |      |        |  |
| 60 ani și peste                                | 1339            | 12.72%         | 595             | 5.64%          | 746             | 7.09%  |            |      |        |      |        |      |        |  |
| Total                                          | 10529           | 100.00%        | 5320            | 50.52%         | 5210            | 49.48% |            |      |        |      |        |      |        |  |

Structura de învățământ a comunei se compune din trei unități, cu o capacitate de 34 de săli de clasă și un număr de 1,271 de elevi, astfel:
- 15 săli de clasă și 715 elevi la Liceul tehnologic;
- 11 săli de clasă și 349 de elevi la Școala nr. 2;
- 8 săli de clasă și 323 de elevi la Școala nr. 3.

Grădinița comunei cuprinde un număr de 442 de copii li este structurata pe 6 grupe mici, 6 grupe mijlocii și 9 grupe mari, din care trei pregătitoare.
Sintetizată, structura învățământului se prezintă astfel:
| Nr. crt.  | U.A.T.        | Prescolari | Elevi | Din care : |     |     |
| C. primar | C. gimnazial  | Sc. Prof.  |       |            |     |     |
| 1         | Com. Marginea | 442        | 1271  | 537        | 520 | 214 |

După 1990, populația activă a comunei Marginea suferă anual fluctuații incontrolabile prin plecarea unui număr foarte mare de cetățeni la muncă în țările Uniunii Europene.
Densitatea mai mare a populației se concentrează înspre centrul localității și scade către periferie. În general, se menține un anumit echilibru în ceea ce privește numărul de
gospodării / kmp.

## Demografie

### Recensământul din 1930
Componența etnică a comunei Marginea
     Români (95,15%)
     Alte etnii (0,03%)
     Necunoscută (4,82%)
Componența confesională a comunei Marginea
     Ortodocși (73,42%)
     Penticostali (20,64%)
     Alte religii (1%)
     Necunoscută (4,94%)
Conform recensământului efectuat în 2021, populația comunei Marginea se ridică la 11.164 de locuitori, în creștere față de recensământul anterior din 2011, când fuseseră înregistrați 8.552 de locuitori. Majoritatea locuitorilor sunt români (95,15%), iar pentru 4,82% nu se cunoaște apartenența etnică. Din punct de vedere confesional, majoritatea locuitorilor sunt ortodocși (73,42%), cu o minoritate de penticostali (20,64%), iar pentru 4,94% nu se cunoaște apartenența confesională.

## Politică și administrație
Comuna Marginea este administrată de un primar și un consiliu local compus din 17 consilieri. Primarul, Gheorghe Lazar[*], de la Partidul Național Liberal, este în funcție din octombrie 2020. Începând cu alegerile locale din 2024, consiliul local are următoarea componență pe partide politice:
|  | Partid                          | Consilieri | Componența Consiliului | Componența Consiliului | Componența Consiliului | Componența Consiliului | Componența Consiliului | Componența Consiliului | Componența Consiliului | Componența Consiliului | Componența Consiliului |
|  | ------------------------------- | ---------- | ---------------------- | ---------------------- | ---------------------- | ---------------------- | ---------------------- | ---------------------- | ---------------------- | ---------------------- | ---------------------- |
|  | Partidul Național Liberal       | 9          |                        |                        |                        |                        |                        |                        |                        |                        |                        |
|  | Alianța pentru Unirea Românilor | 6          |                        |                        |                        |                        |                        |                        |                        |                        |                        |
|  | Partidul Social Democrat        | 2          |                        |                        |                        |                        |                        |                        |                        |                        |                        |

## Căi de transport

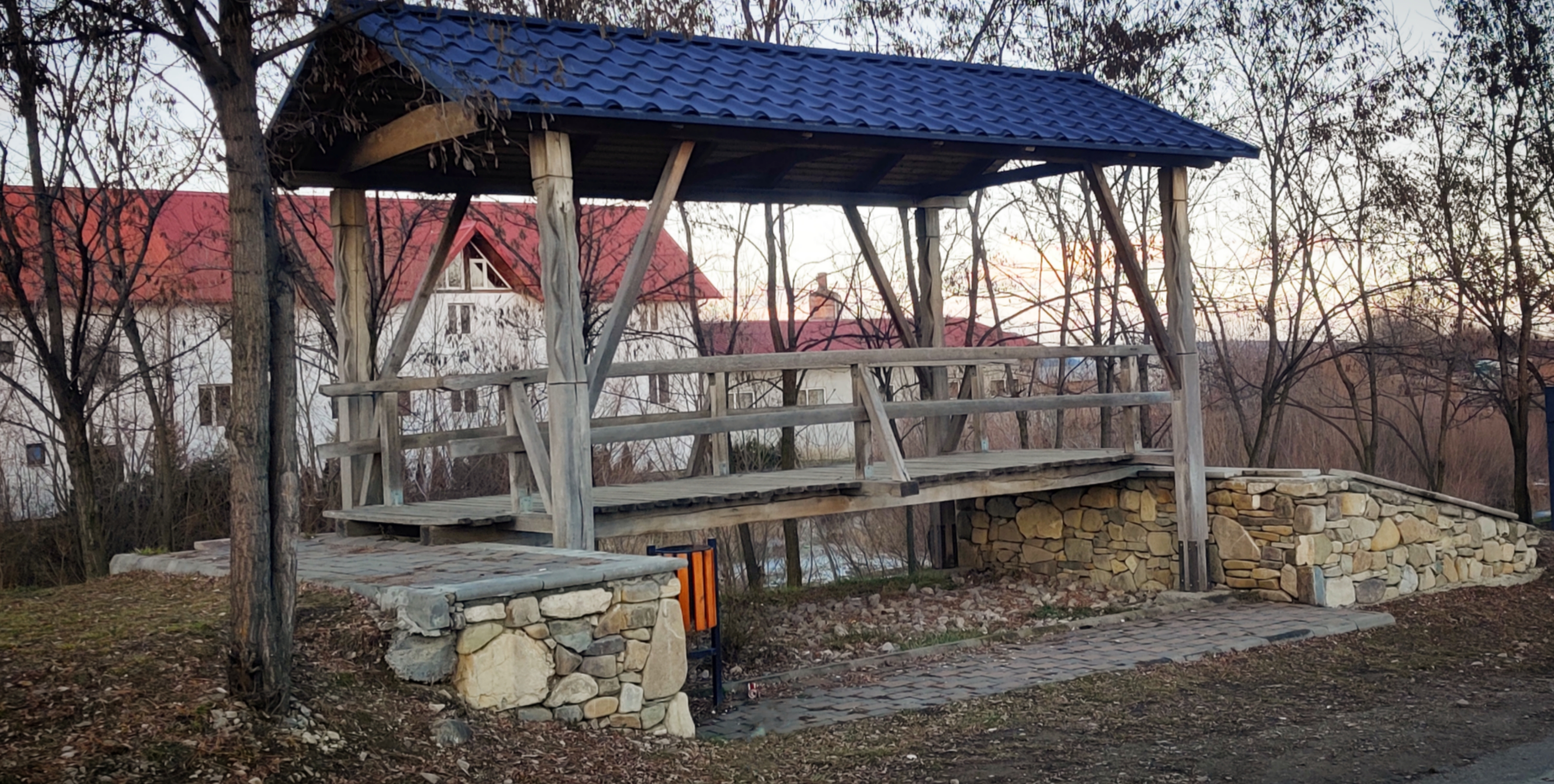
Parte a podului construit de mărgineni într-o singură zi (2008)

Localitatea se află la intersecția a două artere de circulație rutieră foarte importante, de-a lungul liniei de contact munte-podiș DN 2E, între comuna Putna și orașul Gura Humorului și alta care traversează Obcina Mare - DN 17A, între municipiile Rădăuți și Câmpulung Moldovenesc, peste Pasul Ciumârna (1100 metri altitudine), fiind situat în vecinătatea municipiului Rădăuți, la o distanță de cca 8 km de acesta, la 15 km de orașul Solca și la 48 km distanță de municipiul Suceava.
Un alt drum important care trece prin comună este DJ 209K, care face legătura cu comuna Volovăț.
În prezent traficul se desfășoară necorespunzător mai ales din punct de vedere al traficului greu care traversează comuna, afectând chiar și zona centrală. Starea proastă a drumurilor, densitatea redusă, cresterea numărului de autovehicule sunt probleme ce nu trebuie neglijate.
În ceea ce privește transportul feroviar, comuna Marginea nu beneficiază de acces pe cale ferată.

## Activități economice

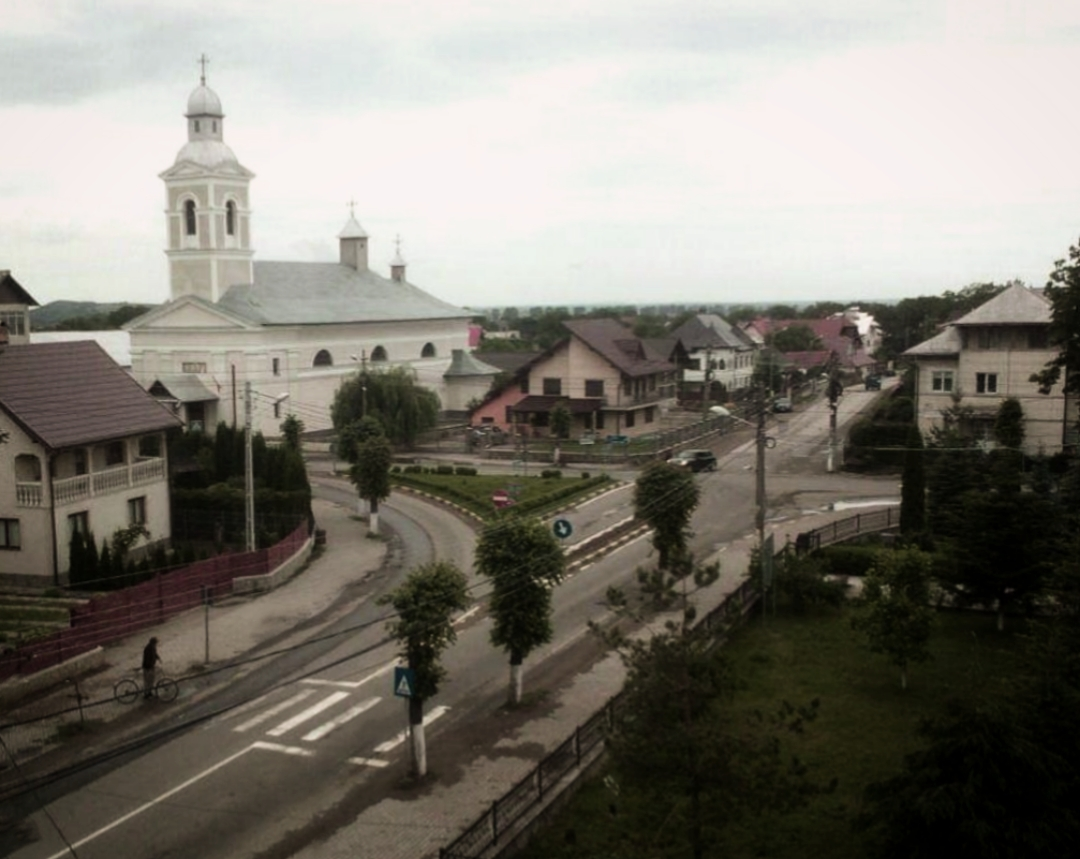
Comuna Marginea (2014)

Comuna Marginea, constituită din satul cu același nume, fără alte localități componente, este una din cele mai importante comune din județul Suceava. Fiind situat la contactul Podișului Sucevei cu Obcina Mare, teritoriul comunei, ocupă în proporții relativ egale cele două forme de relief. Denumirea localității derivă de la poziția geografică fiind destul de sugestivă. Condițiile cadrului natural sunt favorabile, comuna beneficiind de resursele podișului, dar și de cele ale muntelui.
Poziția de contact munte-podiș, dar și situarea satului la intersecția a două importante rețele rutiere DN17A și DJ209, favorizează dezvoltarea activităților comerciale, dar, cu toate acestea, agricultura este una din ramurile economice importante, în timp ce industria și turismul au perspective mari de dezvoltare. Numărul mare al locuințelor, ponderea destul de ridicată a populației tinere (peste 40%), cât și una din cele mai ridicate natalități din județ și din țară, fac din comuna Marginea un important rezervor de forță de muncă.
Localitatea și-a câștigat un renume prin tradiția deosebit de valoroasă în meșteșugul olăritului. În sat există mai bine de 10 de familii de olari, care produc renumita ceramică neagră, de diferite forme și cu decoruri variate. De asemeni, aici vizitatorii pot urmări întregul proces tehnologic: pregătirea lutului, modelarea lui pe roata olarului, decorarea prin lustruire și procesul final de ardere. O expoziție permanentă cu vânzare pune la dispoziție vizitatorilor produsele de Marginea. Ceea ce impresionează foarte mult pe turist în această zonă este arhitectura populară, al cărei specific este dat de casele și porțile de lemn frumos ornamentate. Marginea este și o străveche vatră folclorică, cu obiceiuri și datini păstrate din străbuni, cu port bucovinean de o rară frumusețe și sobrietate.

### Agricultura
În structura fondului funciar al comunei, ponderea cea mai mare o reprezintă pădurile (56,04%), suprafața agricolă reprezentând doar 35,15% din suprafața totală. În cadrul suprafeței agricole, terenul arabil reprezintă 67,6%, pășunile și fânețele 32%, livezile 0,4%. Culturile cu ponderea cea mai mare sunt: cartoful, grâul, plantele de nutreț ca trifoiul, porumbul. Suprafețele de păduri sunt constituite în special din specii mixte, cu importanță economică în exploatarea lemnului.
Activitățile agricole se desfășoară, în majoritatea lor, în gospodăriile populației, fiind dezvoltată în egală masură atât cultura vegetală, cât și creșterea animalelor. În prezent, cât și în perspectivă se dă o mai mare atenție creșterii animalelor în ferme zootehnice. Resursele ce stau la baza potențialului economic al comunei sunt numai cele proprii zonei: forestiere, terenuri arabile, pajiști și fânețe, produse animale principale și secundare.

### Silvicultura
Suprafața cu păduri și alte terenuri cu vegetație forestieră a comunei Marginea este de 4440 ha, reprezentand 58.49 % din suprafața totală.
Pădurea, cu resursele ei, a reprezentat o preocupare principală în viața locuitorilor din comună, ca urmare a faptului că locuințele erau construite aproape exclusiv din lemn. Speciile cu ponderea cea mai importantă în structura pădurii sunt rășinoasele (molidul și bradul), care ocupă peste 60% din suprafața împadurită, în timp ce restul suprafeței este ocupat cu fag, plop, salcie, arin, paltin, artar, carpen și altele. Bradul s-a extins în făgete, favorizate de climatul rece și umed. Prezența molidului la altitudini mai mici se datoreaza unor împăduriri efectuate pe aceste terenuri. Trebuie remarcat faptul ca din toata suprafata padurii, circa 89% are productivitate inferioara, iar 1% sunt neproductive. Din padurile Ocolului Sivic Marginea s-au recoltat prin centrele de colectare importante cantități de fructe de pădure.

### Industrie, comerț și servicii
Activitățile de tip industrial sunt reprezentate prin ramura de exploatare și prelucrarea brută a lemnului. Sunt dezvoltate și activitățile de obținere a produselor de artizanat din ceramică, de împletituri de nuiele, tricotaje și broderie, toate acestea desfășurându-se în special prin munca la domiciliul săteanului pentru cooperativele meștesugărești din municipiul Rădăuți.
Industria meșteșugărească este o ramură de tradiție pe aceste meleaguri, perpetuând bogate tradiții folclorice, cunoscută fiind ceramica neagră de Marginea atât în țară, cât și peste hotare. Pe teritoriul comunei funcționează unități dispersate sau în gospodăriile meșteșugarilor, ateliere de covoare, cojocărie, dulgherie și croitorie.
Activitățile de servicii se desfășoară în vederea satisfacerii cererii cerințelor populației din comuna (comerț, adiministrație, învățământ, cultură, sănătate).

### Mediul de afaceri
Dintre întreprinzătorii locali se evidențiază:
- MAR MOB SRL – prelucrarea lemnului, producție de ambalaje din lemn, mobilă;
- MARCERAM IMPEX SRL – atelier de ceramică tradițională, vase de ceramică neagră și ornamentală;
- COMZOO SRL – depozit de materiale pentru construcții;
- PAVIMENTE SRL – producție de pavaj prin vibropresare.

### Turism
Turismul din zonă poate fi clasificat astfel:
- turism cultural;
- turism religios;
- turism rural (agroturism).

Prezența unui cadru natural deosebit, de contact, cu râuri repezi și pajiști presărate cu așezări temporare de vară, conferă plaiurilor bucovinene o funcție prioritar turistică, pretabilă agroturismului, turismului religios, cât și cel cultural.
Zona este presărată pe toată întinderea ei cu biserici și mănăstiri renumite pentru picturile exterioare și interioare, edificii unice în lume (zona Bucovinei a
primit în 1975 premiul „Mărul de Aur” acordat de Uniunea Internațională a Jurnaliștilor și Scriitorilor din Turism). Mănăstirile au fost ridicate aproape toate în secolele XV–XVI, în timpul voievozilor Ștefan cel Mare și Petru Rareș. Fiecare dintre acestea are o culoare dominantă („albastrul de Voroneț”, „verde de Sucevița” etc.) și prezintă scene unice prin compoziția lor grafică, scene care descriu importante invățături din religie sau care oglindesc momente
din istoria Europei (Cucerirea Constantinopolului la Humor, Geneza la Voroneț etc.).
Turismul cultural în România este în general de natură religioasă, practicat în cea mai mare masură de turiști străini, atrași de frumusețea și de încărcătura cultural-istorică a obiectivelor turistice (mănăstiri, biserici, muzee, tradiții locale etc.). Aceasta formă de turism comportă o latură informațională, turiștii fiind motivați de ideea de a învăța și de a cunoaște lucruri noi despre aceste locuri.
Turismul rural (agroturismul) deține o pondere considerabilă în zonă, el fiind concentrat în jurul localităților cu foarte multă încărcătură istorică, culturală și foarte multe tradiții și obiceiuri străvechi. Datorită unui exces de spațiu în gospodăriile țărănești există posibilitatea găzduirii turiștilor în gospodărie, oferindu-se acestora camere aranjate și mobilate în stil bucovinean tradițional, cu elemente folclorice de o valoare deosebită. Un alt element de atracție pentru turismul rural este artizanatul, tradițiile și obiceiurile locale. Localitatea Marginea și-a câștigat un renume prin tradiția deosebit de valoroasă în meșteșugul olăritului. În sat există mai bine de 10 de familii de olari care produc renumita ceramică neagră, de diferite forme și cu decoruri variate. De asemenea, aici vizitatorii pot urmări întregul proces tehnologic: pregătirea lutului, modelarea lui pe roata olarului, decorarea prin lustruire și procesul final de ardere. O expoziție permanentă cu vînzare pune la dispoziția vizitatorilor produsele de Marginea.
În zonă se poate dezvolta turismul montan, se pot înființa cabane turistice, pensiuni. Facilități turistice oferite: plimbări de agrement, cu avionul, cu șareta cu cai și sania.

## Cultura
În comuna Marginea se află un cămin cultural unde activează o formatie interesanta si valoroasa de cor bărbătesc. Această formație prezintă spectacole atât la nivelul comunei, cât și in cadrul unor manifestări prestigioase de la Mănăstirea Sucevița sau Biserica Pogorârea Sfântului Duh din Rădăuți, în special în timpul sărbătorilor de iarnă.
Biblioteca comunală Marginea a luat ființă în anul 1960 cu un fond de carte de 2558 de volume. Achiziția de carte s-a realizat în perioada 1960-2000 cu fonduri de la bugetul de stat, iar din 2000-2006 de la bugetul local sau diferite donații. În prezent fondul de carte al bibliotecii este de peste 18.000 volume.
La loc de cinste se situeaza manifestarile culturale dedicate unor comemorări cum sunt cele începând din anul 2000, când s-a sărbătorit „Anul Brâncuși”, apoi în continuare „Anul Eminescu”, „Caragiale”, „Ștefan cel Mare și Sfânt” și „George Enescu”. Biblioteca a participat activ la realizarea proiectului „Mărturii”, ce a cuprins o gamă largă de manifestări: tradiții, datini, obiceiuri, portul popular, meșteșugurile tradiționale, activități de creație și altele. Ea continuă să reprezinte un focar de cultură și civilizație în constelația unităților de învățământ și social-cuturale din comună.
Patrimoniul religios al comunei este alcătuit din  patru biserici ortodoxe, o casă de rugăciuni a cultului baptist, o casă de rugăciuni a cultului penticostal și un lăcaț de cult aparținând „Oastei Domnului”.

## Centru de artă populară
Comuna Marginea este un renumit centru de artă populară, cunoscut pe plan național și internațional îndeosebi pentru ceramica neagră ce se produce aici. Îndeletnicirea olăritului are tradiții vechi în localitate. Aici se modelează manual lutul argilos în scopul fabricării vaselor cu întrebuițare casnică pentru gătit sau pentru prelucrarea laptelui și diverse alte forme ornamentale. Ceramica produsă aici este unică pe plan internațional prin culoarea neagră rezultată în urma arderii, precum și prin modelarea unor forme specifice tradiționale. În localitate mai există și acum case de locuit care păstrează o arhitectură cu o vechime de mai mult de 100 de ani.
Acest spațiu cultural are un specific regional și local, fiind cunoscut prin păstrarea și perpetuarea într-o formă autentică a străvechilor îndeletniciri din EEpoca bronzului (sec. V–VI) de modelare manuală a lutului argilos în scopul fabricării vaselor cu întrebuițare casnică pentru gătit sau pentru prelucrarea laptelui și diverse alte forme ornamentale. Unicitatea ceramicii de Marginea pe plan internațional este dată de culoarea neagră rezultată în urma arderii, precum și modelarea unor forme specifice tradiționale. Cultura populară a comunei se regăsește și în portul popular specific care se poartă în zilele de sărbătoare de către bătrînii satului.

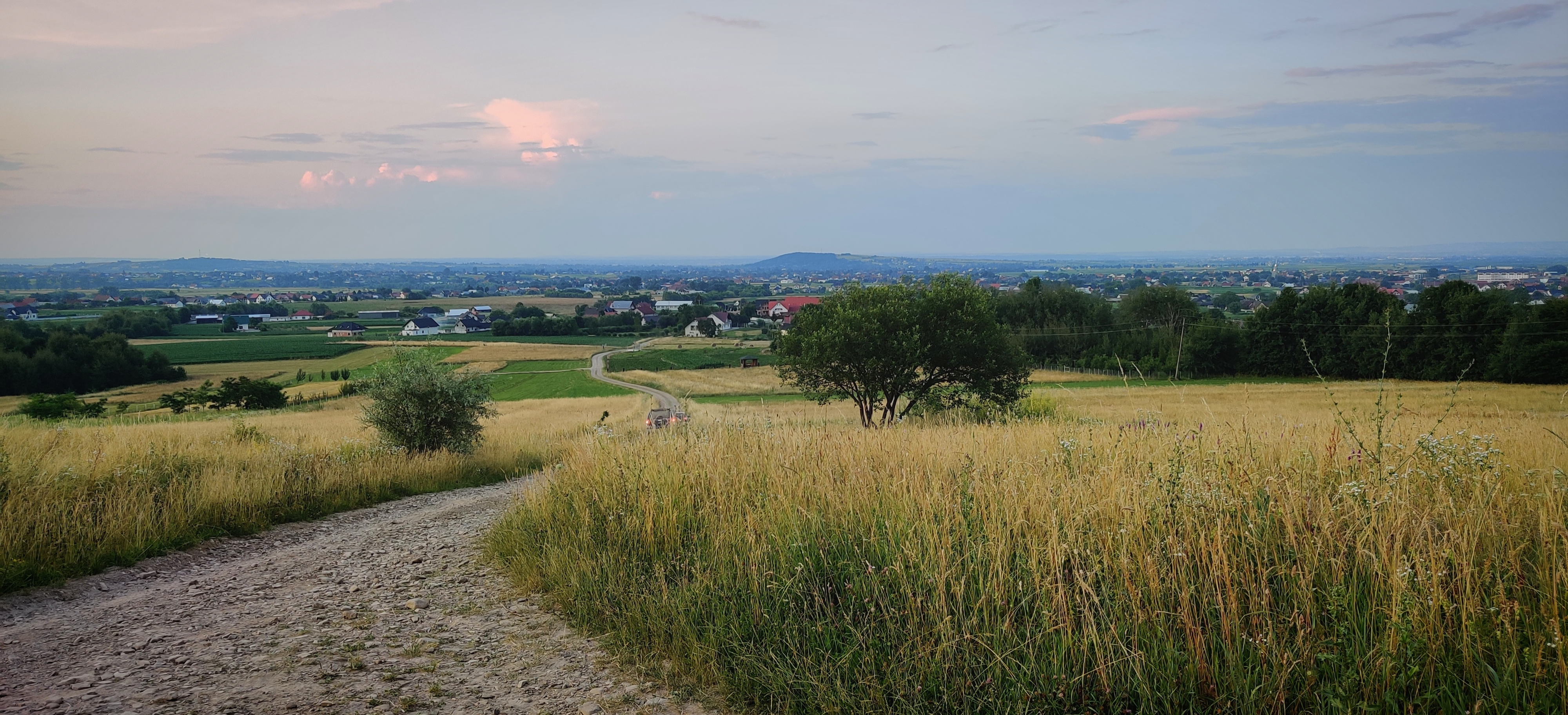
Marginea și zona Rădăuțiului - Panoramă de pe dealul Fătului